# Edmundsburg

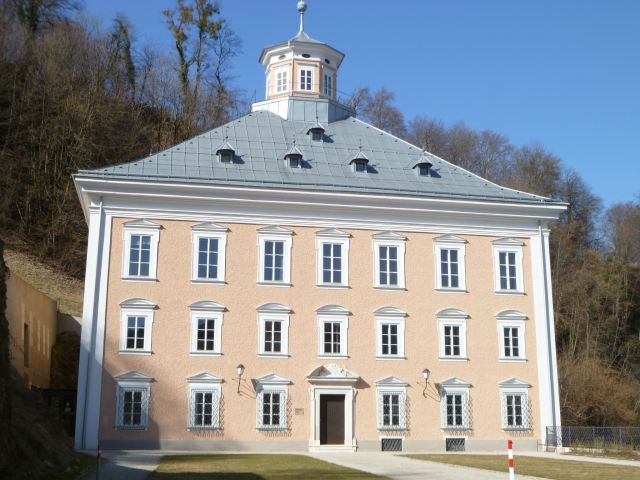
Forschungszentrum Edmundsburg

Die Edmundsburg liegt oberhalb der Salzburger Festspielhäuser auf dem Mönchsberg. Der dreigeschoßige, kubische Bau wurde in den Jahren von 1694 bis 1696 im Auftrag des Abtes Edmund Sinnhuber vom Stift Sankt Peter erbaut. Die Buchstaben oberhalb des Eingangsportals weisen auf den Bauherrn hin: Edmundus Abbas Sancti Petri. Er wird heute von der Universität Salzburg verwendet. 

## Geschichte
An der Stelle der Edmundsburg standen bis 1696 zwei schlichte Häuser, die im Eigentum der Herren von Nussdorf standen und ab 1694 dem fürsterzbischöflichen Kammerrat und Dr. beider Rechte, Felix Pflanzmann, gehörte. Dieser bot das Gelände dem Abt von St. Peter zum Verkauf an, um seine Tochter, die sich nicht verheiraten wollte, zu versorgen.
Abt Edmund Sinnhuber ließ durch den Stadtbaumeister Lorenz Stumpfegger an der Stelle der beiden früheren Häuser einen kasinoförmigen Bau mit Pyramidendach und achtseitiger Laterne errichten. Ob der Abt selbst hier über längere Zeit seine Wohnung genommen hat, lässt sich nicht mehr ermitteln. Die Edmundsburg diente als Sommerresidenz der Äbte von Sankt Peter, später als Pensionat für „würdige Klosterbedienstete“. Aber 1711 war die Edmundsburg bereits an Mietparteien vergeben. Allerdings wurden der Mangel bei der Wasserversorgung und die unzureichende Kloake beklagt, wodurch etliche Zimmer unbewohnbar waren. 
Eine historische Besonderheit ist der auf der Edmundsburg unter Aufsicht von Pater Dominicus Beck am 12. Mai 1786 errichtete zweite Blitzableiter Salzburgs (der erste befand sich auf dem Schloss Mirabell). Nach der 1816 erfolgten Angliederung Salzburgs an die Habsburgermonarchie wechselte die Liegenschaft 1834 den Besitzer. 1853 wurde hier auf Initiative von Pater Peter Egerer eine „Anstalt für arme Knaben im Herzogtum Salzburg“ eingerichtet. Dazu stiftete die Kaiserin Carolina Augusta, die vierte Ehefrau des Kaisers Franz von Österreich, die selbst kinderlos geblieben war, 10.000 fl. Protektor des Besserungs- und Rettungshauses zur Erziehung und Besserung verwahrloster Knaben war der jeweilige Erzbischof. Als Direktoren fungierten die Äbte des Klosters; aus dem Stift St. Peter wurden gelegentlich die Erzieher gestellt. 

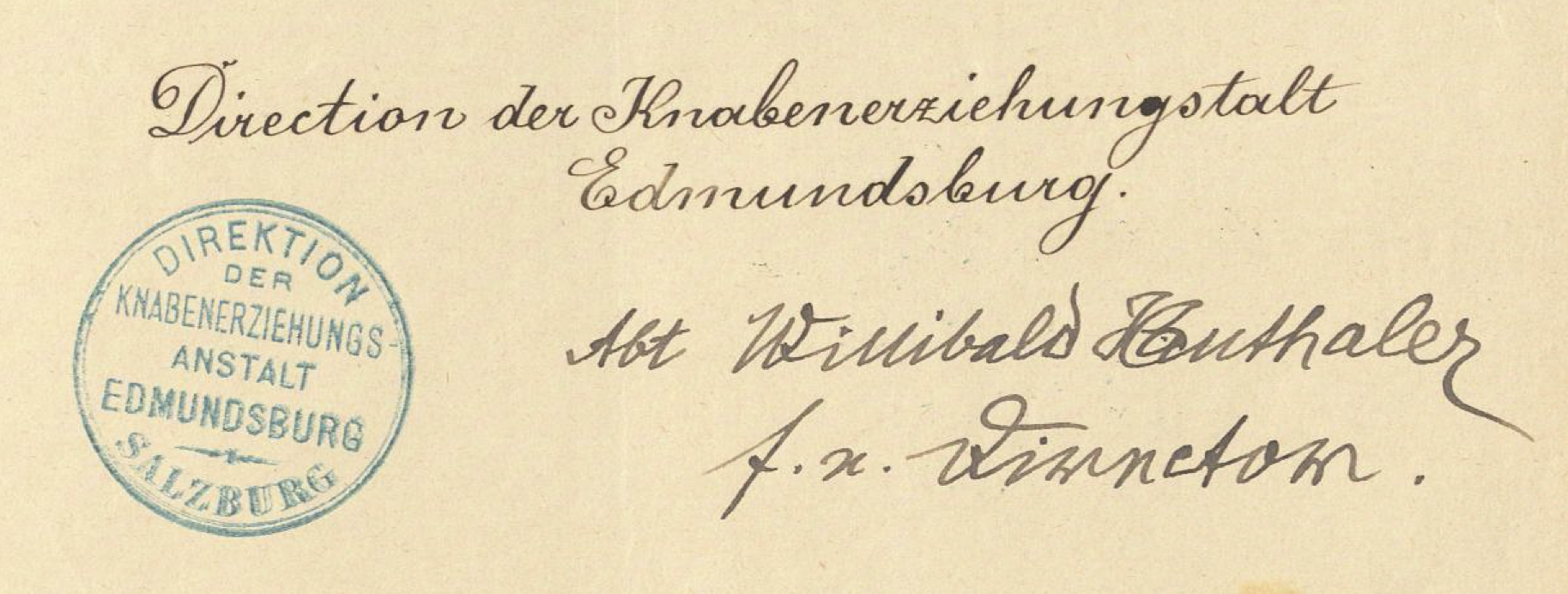
Abt Willibald Hauthaler als Direktor

Als der Bedarf an weiteren Plätzen in der Erziehungsanstalt gewachsen war, wurde 1902 ein weiteres Gebäude errichtet (das heutige Institutshaus 2a „Edith-Stein-Haus“). In den beiden Häusern konnten bis zu 130 Knaben untergebracht werden, die Kreuzschwestern von Linz führten das Internat bis 1939. In der NS-Zeit wurde die Edmundsburg enteignet, aber als Schülerheim weitergeführt. Nach der Restituierung übernahm 1947 Pater Eberhard Steinbrecher vom Stift St. Peter die Leitung und führte das Haus bis 1959, als das Haus der Universität übergeben wurde.
Im benachbarten Edith Stein-Haus wurden 1930 die bis heute bestehenden „Salzburger Hochschulwochen“, als Vorläufer der seit 1962 wiedererrichteten Paris Lodron Universität Salzburg, gegründet. Bei dem ersten Kongress war die Philosophin Edith Stein anwesend, deren Vortrag in Salzburg („Der Eigenwert der Frau in seiner Bedeutung für das Leben des Volkes“, erstmals in Ludwigshafen gehalten) starke Beachtung fand.

## Gegenwart
Als in den 1960er Jahren Pläne für eine Universität reiften, wurde die Liegenschaft von der Erzdiözese Salzburg übernommen. Das dem Katholischen Hochschulwerk angegliederte „Internationale Forschungszentrum für Grundfragen der Wissenschaften Salzburg“ (IFZ) wurde hier 1964 auf Initiative von Stefan Rehrl geschaffen und bildete eine internationale Stütze bei der Wiedererrichtung der Salzburger Universität. 

Das „Katholische Hochschulwerk“ ist auch heute im Edith-Stein-Haus untergebracht. Ebenso findet sich hier das Österreichische Institut für Europäische Rechtspolitik. 

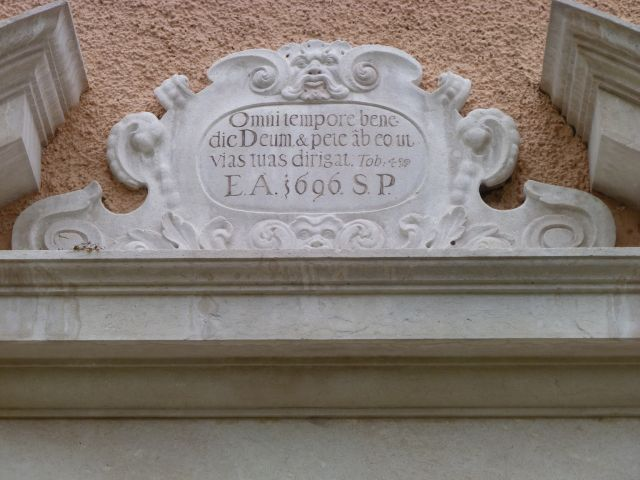
Inschrift zur Gründung der Edmundsburg

2008 wurde die Edmundsburg durch die Erzdiözese und die Universität Salzburg grundlegend saniert. Seit dem 27. Oktober 2008 ist das Gebäude Sitz eines Europa- und Forschungszentrums. In diesem interdisziplinären Studienzentrum („Salzburg Center of  European Union Studies“) forschen Mitarbeiter mehrerer Disziplinen (Rechtswissenschaft, Wirtschaftswissenschaften, Politikwissenschaften). Stadt, Land und Universität Salzburg haben überdies in Teilen der Edmundsburg das Stefan Zweig Zentrum Salzburg eingerichtet. Ebenso befindet sich hier das von Adolf Haslinger gegründete „Salzburger Literaturarchiv“.
Die Edmundsburg ist zu Fuß über die Clemens-Holzmeister-Stiege oder mittels eines Liftes erreichbar; der Eingang dazu findet sich in der Mönchsbergparkgarage im Toscaninihof.